# Teatro Verdi (Brindisi)
Pour les articles homonymes, voir Teatro Verdi.

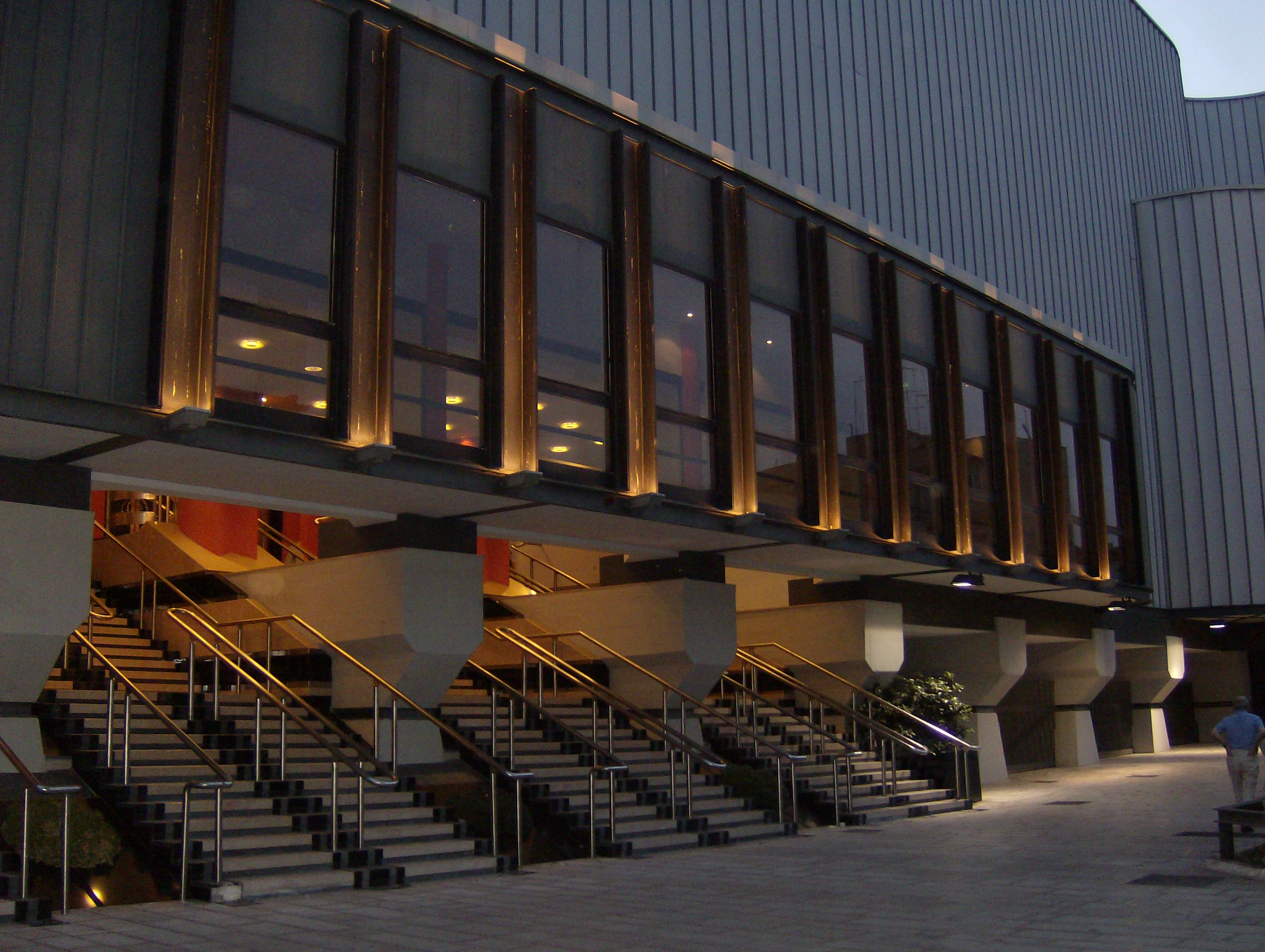
L'entrée du théâtre.

Le Teatro Giuseppe Verdi,  dit également Nuovo Teatro Verdi, est le nom d'un théâtre communal situé dans le centre historique de Brindisi, dans la région des Pouilles, en Italie.

## Histoire
Projeté dans les années 1970 et après plusieurs inaugurations manquées (pour cause de non-conformité), il est inauguré définitivement, le 20 décembre 2006, lors d'un grand concert dirigé par le chef d'orchestre Riccardo Muti.
Confié à l'architecte Enrico Nespega, l'édifice est érigé sur un site archéologique d'époque romaine dont les vestiges restent visitables grâce à une technique de surélévation du théâtre par rapport au niveau du sol, d'où sa dénomination, quelquefois, de Teatro sospeso (théâtre suspendu).

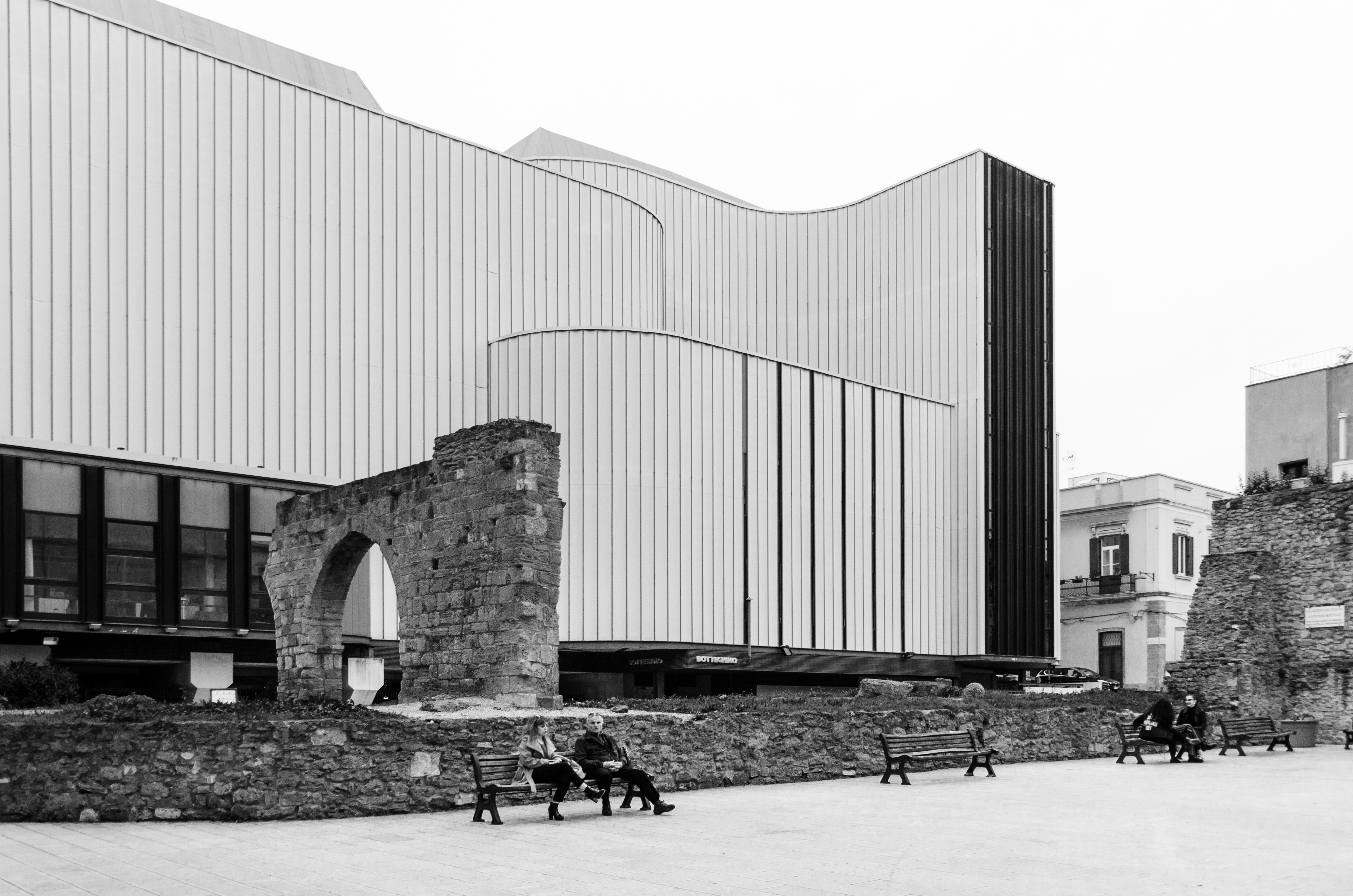

La structure du Nuovo Teatro Verdi a une surface de 4 500 m2 au total, et un volume de 40 000 m3. Au fond de la salle principale (738 places assises), se trouvent deux galeries (respectivement de 351 et 83 spectateurs). La capacité totale est de 1 172 sièges. Tout le théâtre est accessible aux personnes handicapées. Le rez-de-chaussée abrite un bar, le foyer et le vestiaire. La scène, l'une des plus importantes en Italie, est de 25,50 m de large, 20 m de haut et 18 mètres de profondeur; la largeur de l'avant-scène est de 15 m et 6 m de haut.

### Sources
- (it) Cet article est partiellement ou en totalité issu de l’article de Wikipédia en italien intitulé « Teatro Verdi (Brindisi) » (voir la liste des auteurs).